# برايان بي. كافناغ
برايان بي. كافناغ هو سياسي أمريكي، ولد في 18 يناير 1967 في جزيرة ستاتن في الولايات المتحدة. نشط حزبياً في الحزب الديمقراطي. وقد انتخب عضو مجلس ولاية نيويورك ‏ وانتخب عضو جمعية ولاية نيويورك ‏.

## وصلات خارجية
- الموقع الرسمي